# Safi (tribu)
Pour les articles homonymes, voir Safi (homonymie).
Sāfī (pachto : ساپی Sāpai ; plur. ساپي Sāpī ) est une branche majeure de la grande tribu Ghurghakhti Pachtounes. La tribu Safi comprend une majorité dans la vallée Pech de Kunar et est présente en nombre significatif dans les provinces de Parwan, Kapissa, la Kaboul, Laghman, Nouristan et l'ensemble de la province de Kounar. Une majorité raisonnable réside également dans différentes zones urbaines et rurales de Khyber Pakhtunkhwa, en particulier Peshawar, Charsadda, Mardan, Nowshera, Swabi. Un grand nombre se sont également installés à Rawalpindi, Tarnol, Lahore, Multan. Ils sont également présents en grand nombre à Mohmand, au district de Bajaur, dans les zones tribales sous administration fédérale et dans le district de Zhob, Baloutchistan, au Pakistan. 